# Ronnell Bright
Ronnell Bright (Chicago, 3 juli 1930 – 12 augustus 2021) was een Amerikaanse jazzzanger, -componist en -arrangeur.

## Biografie
Ronnell Bright wilde eigenlijk klassiek pianist worden. Op 9-jarige leeftijd won hij een prijs en speelde hij met het Chicago Youth Piano Symphony Orchestra. Hij studeerde aan de Juilliard School en voltooide begin jaren 1950 zijn studie. Zijn eerste kennismaking met de jazz had hij in een legerband. Later werkte hij in Chicago met de bassist Johnny Tate en was hij midden jaren 1950 begeleidingspianist van de zangeres Carmen McRae. Sinds deze periode speelt hij een groovy lichte swingstijl.
In 1955 verhuisde Bright naar New York, waar hij optrad en platen opnam met Rolf Kühn. In 1957 was hij lid van de bigband van Dizzy Gillespie. In hetzelfde jaar had hij ook een eigen trio met Richard Davis en de drummer Art Morgan. Vanaf 1958 was hij begeleider en leider van het orkest voor Sarah Vaughan, Lena Horne en Gloria Lynne. In 1964 werd hij arrangeur, pianist en muzikaal leider van Nancy Wilson en verhuisde hij naar Los Angeles. Daar werkte Bright overwegend in de Hollywood-studio's. In 1972 werd hij voor twee jaar lid van de formatie Supersax. Daarna onderwees hij een jaar aan de high school.
Ronnell Bright werkte als componist samen met de songwriter Johnny Mercer en schreef composities, die gespeeld werden door Sarah Vaughan, Cal Tjader, Horace Silver en Blue Mitchell. Bovendien was hij betrokken bij plaatopnamen van Coleman Hawkins, Anita O'Day, Shirley Scott en Frank Wess.
Begin jaren 1990 vestigde hij zich met zijn echtgenote dominee Dianne Bright in Denver en gaf hij zich de titel Doctor of Divinity. Met haar produceerde hij jazzprogramma's voor haar eigen kerkgemeenschap Harmony Church, waar ook vaak plaatselijke muzikanten optraden als gasten van het Harmony Orchestra.
Marc Myers bracht hem in 2007 met een uitgebreid blogartikel, nadat hij Bright intensief had gezocht, weer in herinnering, omdat zijn prestaties tijdens de jaren 1960, vooral als gezochte begeleider, anders in de vergetelheid waren geraakt, waarover Bright zeer verheugd was.

## Overlijden
Op zeer hoge leeftijd werd hij dement en overleed op 91-jarige leeftijd.

## Discografie
Als leader
- 1958: The Ronnell Bright Trio (Polydor/Fresh Sound Records)
- ????: Bright' s Spot (Savoy, reissue Denon)
- ????: Bright Flight
- ????: After Hours Jazz

Als sideman
- 1961: Coleman Hawkins: The Hawk Relaxes (Prestige/OJC)
- 1975: Anita O'Day: I Got A Kick Out Of You (Evidence)
- 1958-61: Shirley Scott: Workin'  (Prestige)
- 1958: Sarah Vaughan: Misty (Emarcy)
- 1960: Sarah Vaughan met het Jimmy Jones Orchestra: Dreamy (Roulette, Fresh Sound Rec.)
- 1956: Frank Wess: Trombones And Flute (Savoy Records)

- Bibsys: 1052000
- Bibliothèque nationale de France: cb138918546 (data)
- Gemeinsame Normdatei: 134592328
- International Standard Name Identifier: 0000 0000 5513 9932
- Library of Congress Control Number: n91108009
- MusicBrainz: cffb356e-97ea-4566-9852-49233b3ea8cc
- Nederlandse Thesaurus van Auteursnamen: 070986843
- SNAC: w6gx4z85
- Système universitaire de documentation: 156723999
- Virtual International Authority File: 34642667
- WorldCat: E39PBJmhMV6y4cfPMpdQw9rQbd